# 小野定夫
小野 定夫（おの さだお、1933年11月30日 - 1969年8月5日）は、日本中央競馬会の元騎手。東京都出身。同期には、松本善登や矢野一博らがいる。元騎手・現調教師の小野次郎は甥。

## 経歴・記録
1948年東原玉造調教師に弟子入りしたが、その後稗田虎伊厩舎などを転々とし、1955年に矢野幸夫厩舎所属としてデビューした。3月5日の東京競馬場での初騎乗レースでヒシタカに乗って勝利した。
矢野は、戦後初の外国人騎手（ロバート・アイアノッティ）を所属させるなどアイデアマンとして知られており、有力馬を多数抱える当時の有力厩舎であり、恵まれた環境の中で腕を磨いていった。そしてデビュー3年目の1957年には、桜花賞でヒシチヨに騎乗し、ミスオンワードの2着に入る成績を挙げる。さらにこの年デビューしたヒシマサルの主戦騎手として騎乗すると、札幌記念・毎日王冠・セントライト記念・安田記念、日本経済賞の重賞5勝を挙げる活躍を見せた。
ヒシマサルやヒシチヨ、初勝利を挙げたヒシタカの馬主である阿部雅信（阿部雅一郎の父）は、小野の技術に信頼を寄せ、矢野厩舎の所属馬だけでなく、ほかの厩舎の自分の馬にも率先して乗せるなど、自らの所有馬の主戦騎手として重用する様になった。
その後、矢野幸厩舎から独立してフリー騎手となった。ただ、当時はまだ厩舎所属の騎手を優先して騎乗させる時代であったため、乗り鞍の数も減り、有力馬に騎乗する機会も少なくなっていく中、阿部は引き続き自分の持ち馬の主戦騎手として騎乗させ続けた。小野も稗田敏男厩舎が管理するヒシマサル産駒のヒシマサヒデに騎乗しての親子2代安田記念制覇をはじめ、オールカマーや京王杯スプリングハンデキャップの勝利や、ヒシヤクシンで七夕賞や日本経済賞に勝利するなど、その期待に応えた。
1969年に入り、ヒシマサヒデは引退したが、引き続きヒシヤクシンとのコンビで重賞競走に出走し、7月27日に新潟競馬場で行われた関屋記念では3着に入る健闘を見せた。
翌週は中京競馬場で騎乗したが、8月3日の中京第4レース（ダート1700m）でヒシツルギサンに騎乗、4コーナーで先に故障転倒した馬に躓く形で落馬。頭部を強打して昏睡状態に陥り、直ちに病院に搬送され手当てを受けたものの、回復せずに2日後に死去した。最終成績は2342戦344勝。最後に騎乗した馬は、デビュー戦で騎乗したヒシタカと同じく阿部の持ち馬であった。
死没した翌1970年に甥である次郎が生まれ、彼も後に定夫と同じく騎手となるが、2010年に調教師試験に合格し、転身している。のちに次郎が調教師への転身を決断したのはフリーランスになった後、定夫と同じく癖馬に多く騎乗するようになるが、定夫はその癖馬に乗って落馬して死去したことから亡き定夫の顔が頭に浮かんだためだったと後に語っている。

## 重賞勝鞍
- 札幌記念（1958年ヒシマサル）
- 毎日王冠（1958年ヒシマサル）
- セントライト記念（1958年ヒシマサル）
- 安田記念（1959年ヒシマサル、1966年ヒシマサヒデ）
- 日本経済賞（1959年ヒシマサル、1968年ヒシヤクシン）
- オールカマー（1966年ヒシマサヒデ）
- 京王杯スプリングハンデキャップ（1967年ヒシマサヒデ）
- 七夕賞（1967年ヒシヤクシン）